# Fête du Roi (Pays-Bas)
Pour les articles homonymes, voir Fête du Roi et Fête de la Reine.
La fête du Roi ou le jour du Roi (en néerlandais : Koningsdag), précédemment la fête de la Reine ou le jour de la Reine (Koninginnedag), est la fête nationale du royaume des Pays-Bas, marquant l'anniversaire du monarque.
L'événement est instauré en 1885 dans le centre du pays, à Utrecht, à mi-chemin entre un carnaval et un vide-grenier avec des stands de nourriture, de jeux, de musique et de spectacles, en l'honneur de la princesse Wilhelmine, sous la régence d'Emma. Il a alors lieu le 31 août sous le nom de Prinsessedag (jour de la Princesse ou fête de la Princesse). Lorsque Wilhelmine devient reine en 1890, la tradition s'enracine et se propage au niveau national. En 1949, elle est déplacée au 30 avril, date de l'anniversaire de la reine Juliana. La date est conservée par la reine Beatrix, en honneur à sa mère et en raison du fait que son anniversaire est le 31 janvier, date qu'elle juge peu propice aux activités de plein air. La date est à nouveau changée au 27 avril avec l'avènement du roi Willem-Alexander en 2013.
Le jour de son anniversaire, le monarque se mêle à la foule dans l'une des villes du pays et parcourt les activités organisées. Depuis plusieurs années, la fête attire les étrangers qui souhaitent participer aux célébrations et événements. Tout comme lorsque les équipes sportives néerlandaises jouent à l'international, le phénomène de l'Oranjegekte (« folie orange ») prend place, les participants s'habillant en orange, couleur de la maison d'Orange-Nassau. De nombreux concerts se tiennent, allant des petites scènes dans les bourgs de province aux grandes représentations dans les villes.
Les festivités dans la nuit qui précède la fête du Roi, dès le 26 avril au soir, sont connues en tant que « nuit du Roi » (Koningsnacht), précédemment « nuit de la Reine » (Koninginnenacht).

## Histoire

### Attentat de 2009
À Apeldoorn, Karst Tates, un homme de 38 ans, tue six personnes et fait dix blessés le 1er mai 2009 à 11 h 50 (UTC+1) en fonçant dans la foule en voiture, visant la famille royale qui circule lentement à bord d’un bus à toit ouvert, avant de s'encastrer dans le monument De Naald (« L'Aiguille »). Tates meurt quelques heures plus tard des suites de ses blessures à l'hôpital d'Apeldoorn. Beatrix fait suspendre immédiatement toutes les festivités, avant de s'exprimer le soir-même à la télévision,. L'année suivante, elle visite la province de Zélande après avoir refusé que davantage de moyens soient mobilisés afin de garantir sa sécurité. La fête se déroulant sans incidents, elle remercie par la suite les habitants pour leur accueil.

### Abdication de Beatrix
Le 28 janvier 2013, la reine Beatrix annonce son abdication en faveur de son fils. Le Koninginnedag de 2013 est donc le dernier du règne, le jour même de l'avènement du nouveau roi. La fête nationale devient ensuite le Koningsdag (jour du Roi), célébré le jour de l'anniversaire de Willem-Alexander, le 27 avril.

### Règne de Willem-Alexander
En 2014, Willem-Alexander visite De Rijp et Amstelveen lors de la fête du Roi. Les années suivantes, il visite Dordrecht, Zwolle, Tilbourg, Groningue, Amersfoort et Eindhoven.

## Galerie

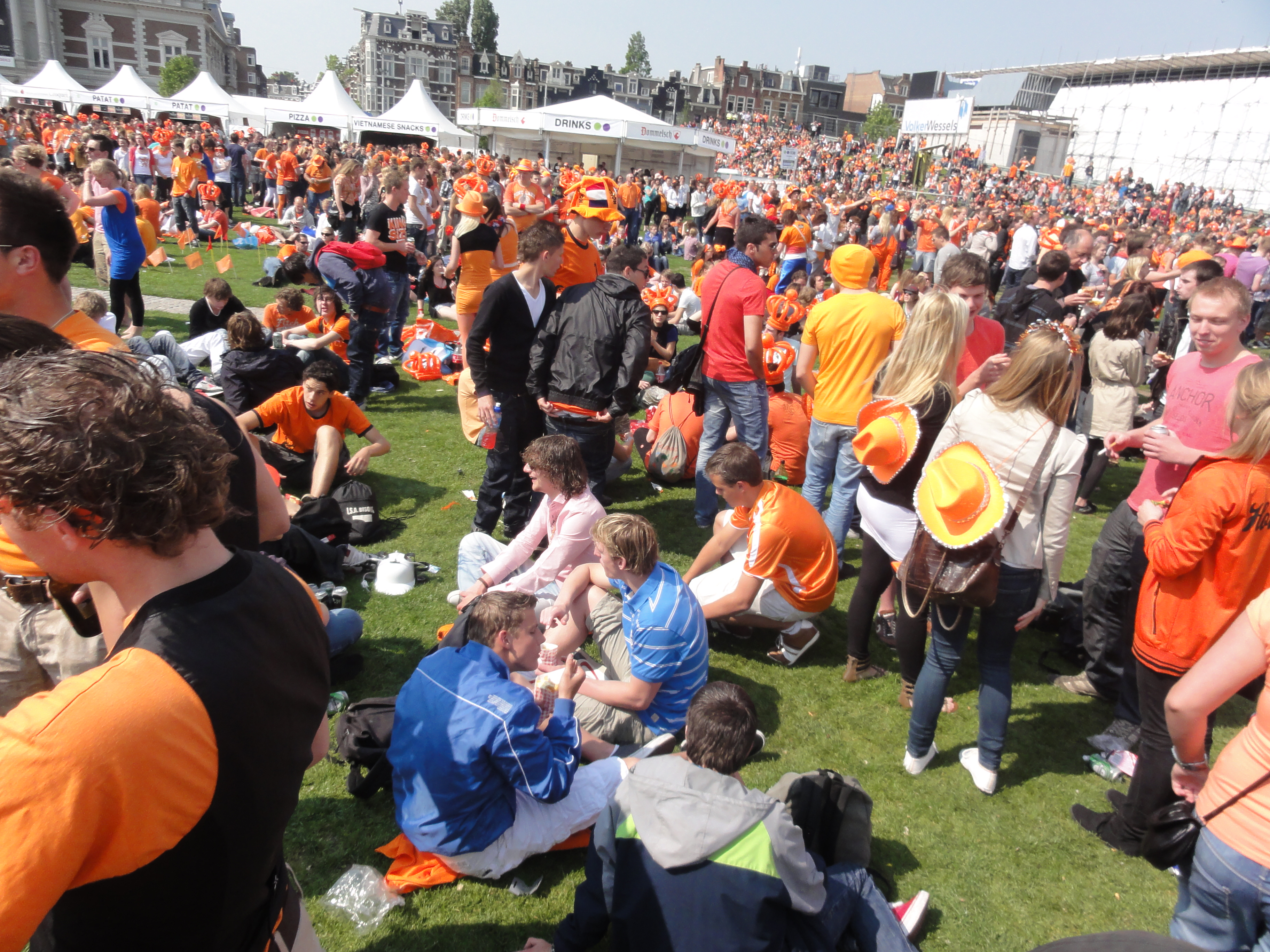
La Museumplein à Amsterdam, en 2011.
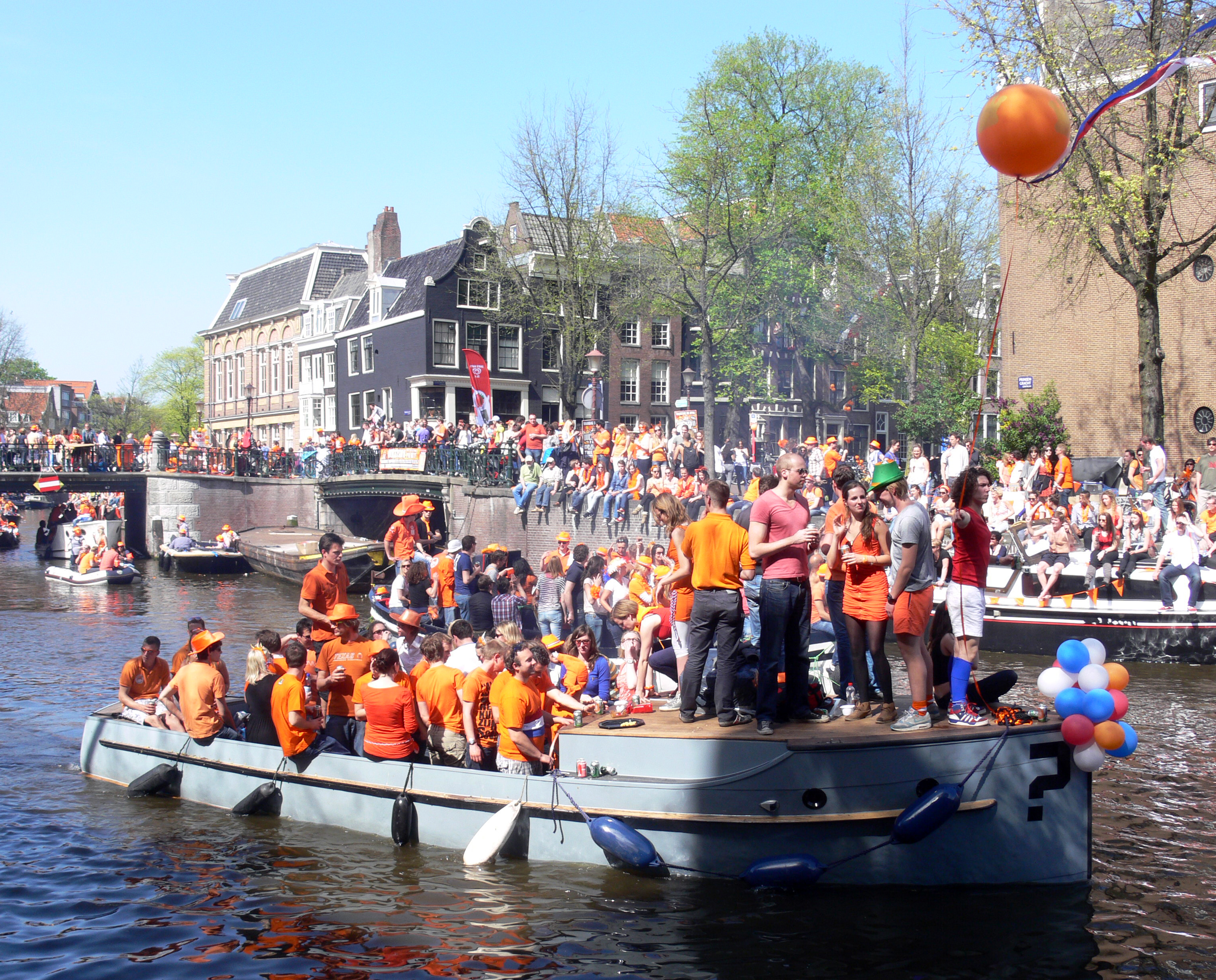
Le Prinsengracht à Amsterdam en 2012.
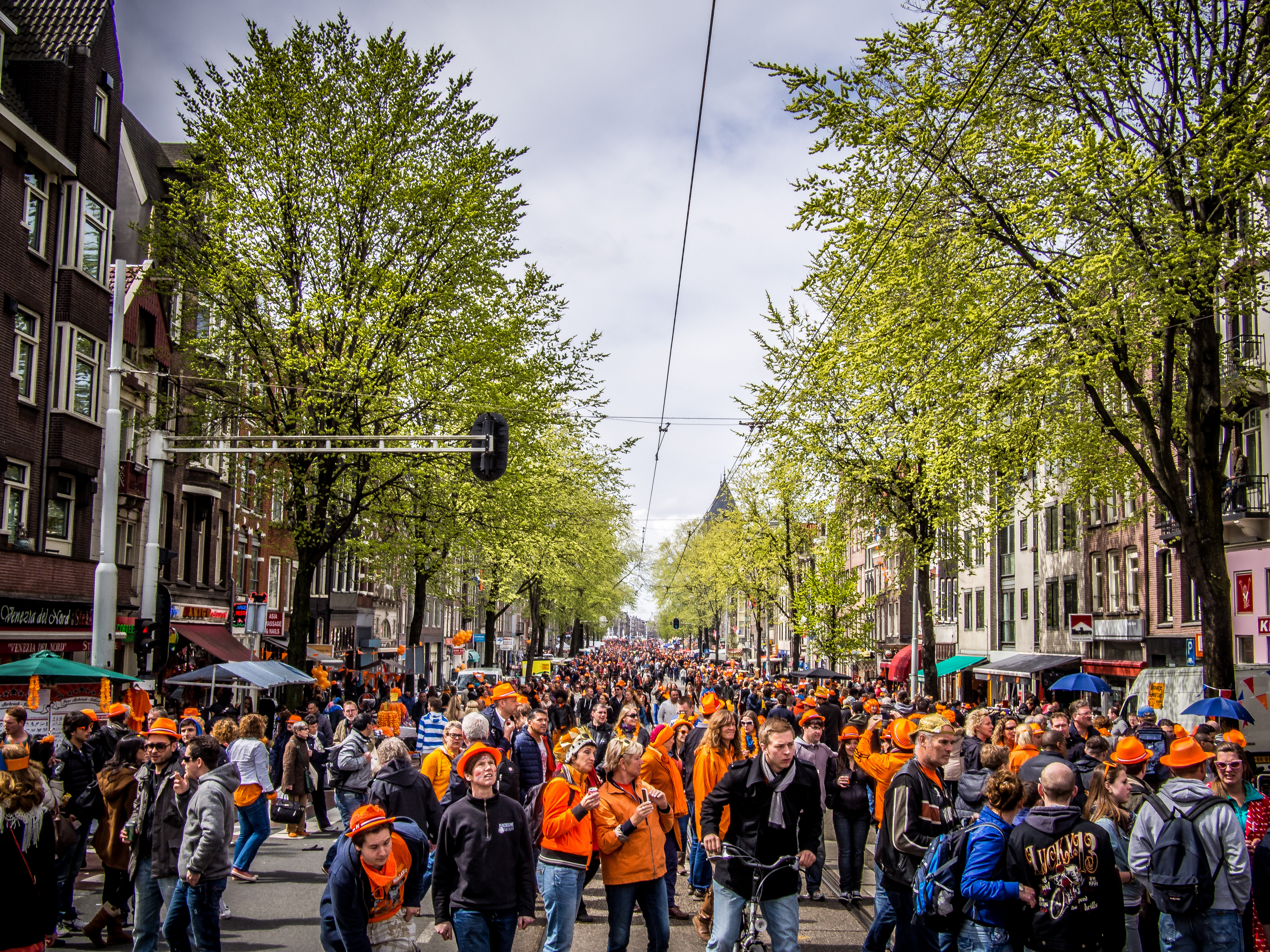
Amsterdam (2013).
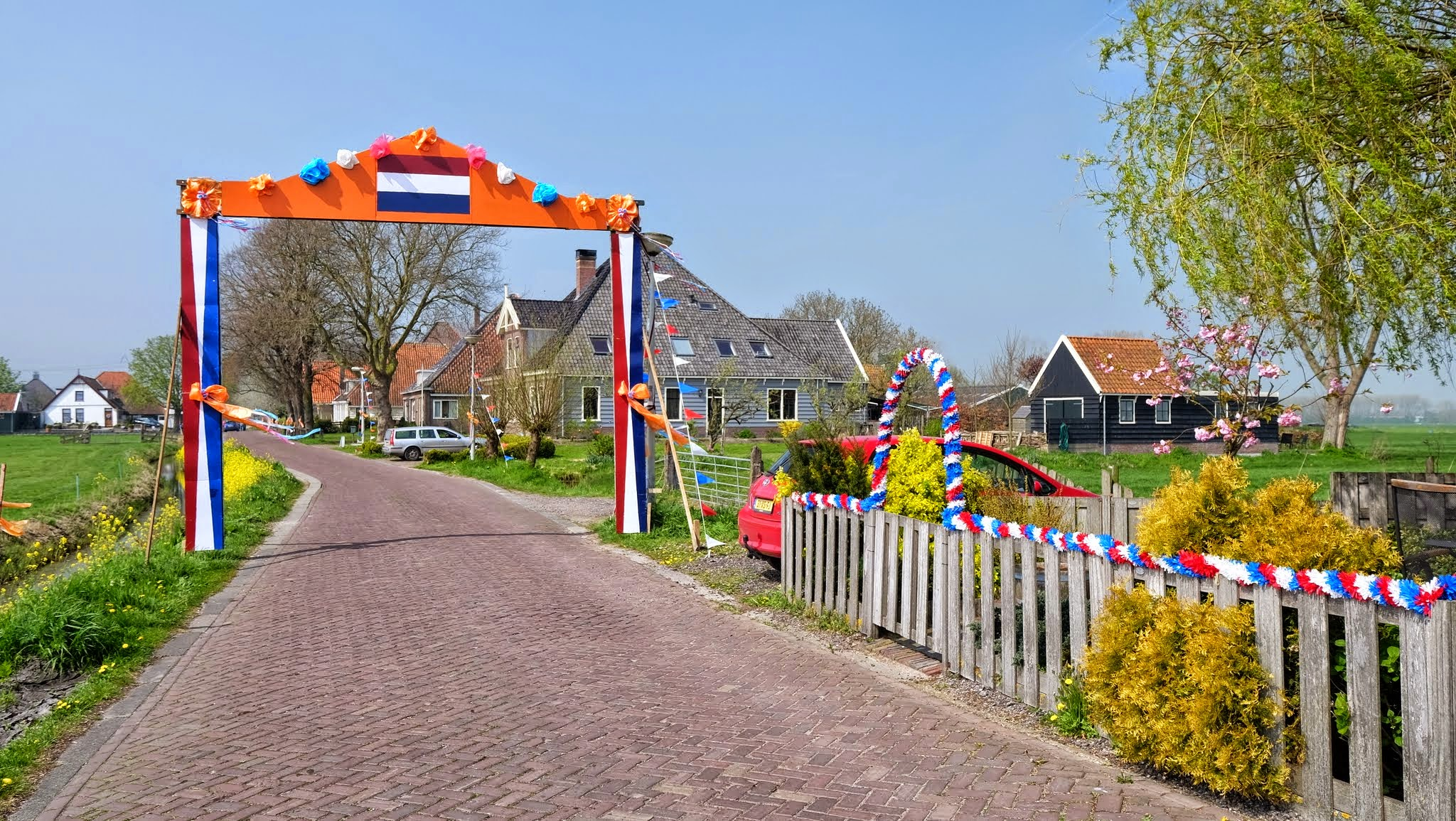
Traditionnelle course de vélo à Waterland.
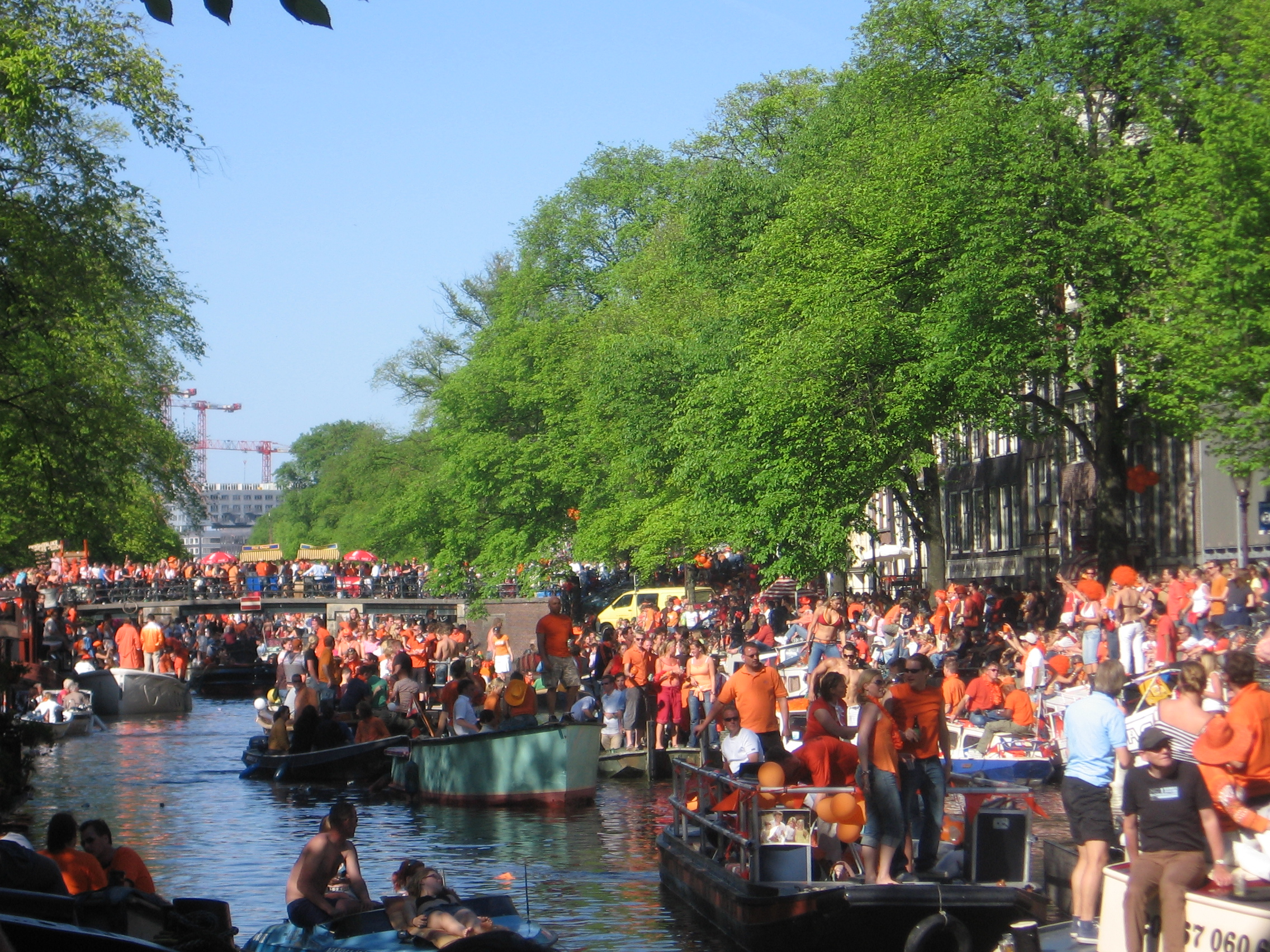
Fête de la Reine à Amsterdam en 2007.